# 象鼻窝站
象鼻窝站位于中华人民共和国湖南省长沙市岳麓区泉水路与雷高路交叉口地下，是长沙地铁6号线的地铁车站，2022年6月28日开通。

## 车站周边
- 泉水路
- 湖南建工集团四分司
- 象鼻窝森林公园